# Banca pentru Comerț și Dezvoltare a Mării Negre

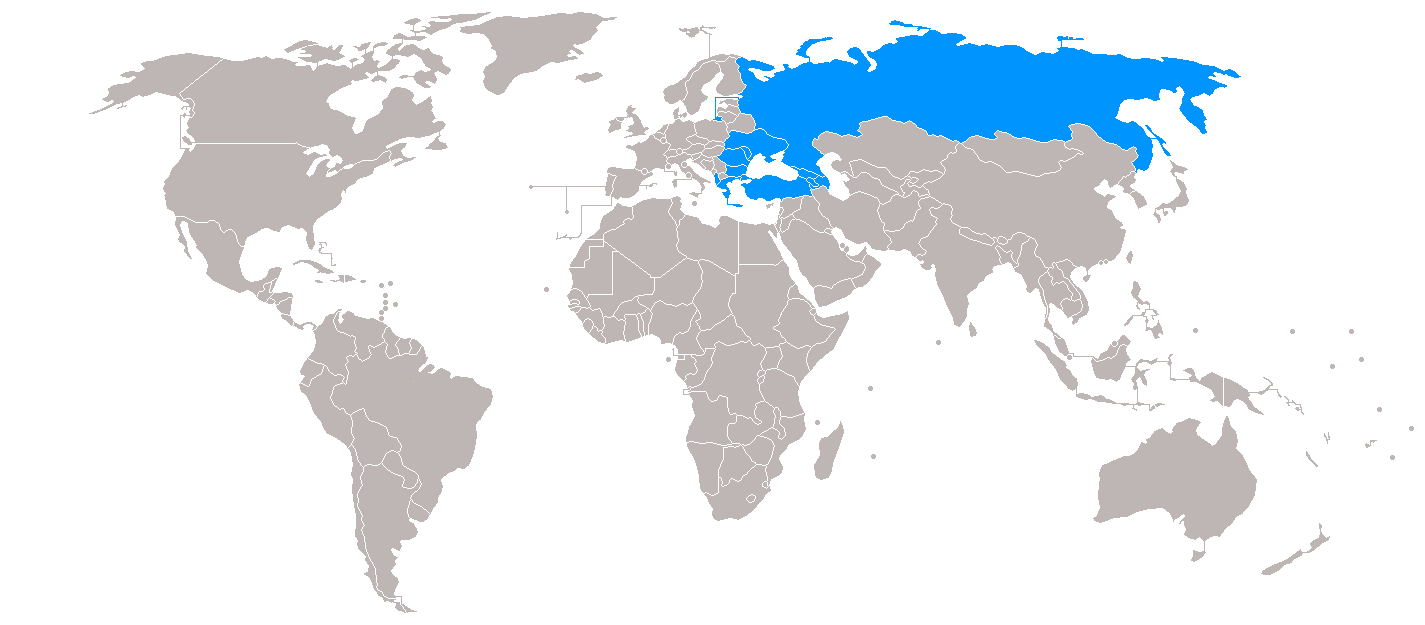
     statele membre
Banca pentru Comerț și Dezvoltare a Mării Negre (BCDMN/BSTDB) este o bancă internațională care a devenit operațională pe 1 iunie 1999.
A fost înființată de cele 11 state membre ale Cooperării Economice a Mării Negre (CEMN), respectiv Albania, Armenia, Azerbaijan, Bulgaria, Georgia, Grecia, Moldova, România, Federația Rusă, Turcia și Ucraina, ca instrument financiar pentru susținerea proiectelor de dezvoltare a regiunii Mării Negre și de transformare a acesteia într-o zonă a securității, stabilității și prosperității.
Sediul Băncii este la Salonic, în Grecia.
BCDMN avea un capital inițial de aproximativ 1,3 miliarde dolari, din care România deține o cotă de 13,5%.